# Ciclismo nos Jogos Olímpicos de Verão de 2020 - BMX estilo livre masculino
A prova do BMX estilo livre masculino do ciclismo nos Jogos Olímpicos de Verão de 2020 ocorreu nos dias 31 de julho e 1 de agosto de 2021 no Parque Urbano de Esportes de Ariake, em Tóquio. Um total de 9 ciclistas de 8 Comitês Olímpicos Nacionais (CON) participaram do evento.

## Qualificação
Cada Comitê Olímpico Nacional (CON) poderia inscrever até dois ciclistas qualificados no BMX estilo livre. As vagas foram atribuídas ao CON, que seleciona os ciclistas. Haviam 9 vagas disponíveis, alocadas da seguinte forma:
- Ranking de nações da UCI (6 vagas): O principal CON ganhou duas vagas. Os CONs classificados do 2º ao 5º lugar ganharam uma vaga cada;
- Campeonato Mundial de 2019 (2 vagas): Os dois primeiros CONs na competição, que ainda não tinham nenhuma vaga, ganharam uma cada um;
- País sede (1 vaga): O Japão teve uma vaga garantida.

## Formato
A competição consistiu de duas fases, sendo uma de ranqueamento e a final. Em cada rodada os ciclistas realizaram duas descidas com no máximo 60 segundos de duração. Cinco juízes dão notas entre 0,00 e 99,99 com base na dificuldade e execução da prova; as pontuações são calculadas em média para uma pontuação total de execução. Na rodada de ranqueamento, as duas pontuações são calculadas para determinar a ordem de início dos ciclistas na final, dos piores para os melhores, proporcionando uma vantagem de conhecimento da pista para os ciclistas posteriores. Na final, apenas a melhor pontuação das duas descidas é considerada.

## Calendário
Horário local (UTC+9)
| Dia         | Horário | Fase         |
| ----------- | ------- | ------------ |
| 31 de julho | 11:20   | Ranqueamento |
| 1 de agosto | 10:10   | Final        |

## Medalhistas
| Ouro   | AUS Logan Martin  |
| Prata  | VEN Daniel Dhers  |
| Bronze | GBR Declan Brooks |

## Resultados

### Ranqueamento
A fase de ranqueamento determina a ordem de início para a final. O ciclista com a pior média começa em primeiro lugar na final, e assim sucessivamente.
| Pos. | Ciclista         | CON                | Corrida 1 | Corrida 2 | Média |
| ---- | ---------------- | ------------------ | --------- | --------- | ----- |
| 1    | Logan Martin     | AUS Austrália      | 91.90     | 90.04     | 90.97 |
| 2    | Rim Nakamura     | JPN Japão          | 86.20     | 89.14     | 87.67 |
| 3    | Daniel Dhers     | VEN Venezuela      | 84.20     | 86.00     | 85.10 |
| 4    | Anthony Jeanjean | FRA França         | 83.00     | 86.30     | 84.65 |
| 5    | Irek Rizaev      | ROC                | 81.20     | 81.30     | 81.25 |
| 6    | Kenneth Tencio   | CRC Costa Rica     | 75.20     | 84.40     | 79.80 |
| 7    | Declan Brooks    | GBR Grã-Bretanha   | 74.30     | 79.20     | 76.75 |
| 8    | Justin Dowell    | USA Estados Unidos | 69.80     | 80.60     | 75.20 |
| 9    | Nick Bruce       | USA Estados Unidos | 6.60      | 1.00      | 3.80  |

### Final
A final foi disputada em 1 de agosto de 2021, às 10:10 locais.
| Pos.              | Ciclista         | CON                | Corrida 1 | Corrida 2 | Melhor |
| ----------------- | ---------------- | ------------------ | --------- | --------- | ------ |
| Medalha de ouro   | Logan Martin     | AUS Austrália      | 93.30     | 41.40     | 93.30  |
| Medalha de prata  | Daniel Dhers     | VEN Venezuela      | 90.10     | 92.05     | 92.05  |
| Medalha de bronze | Declan Brooks    | GBR Grã-Bretanha   | 89.40     | 90.80     | 90.80  |
| 4                 | Kenneth Tencio   | CRC Costa Rica     | 84.20     | 90.50     | 90.50  |
| 5                 | Rim Nakamura     | JPN Japão          | 72.20     | 85.10     | 85.10  |
| 6                 | Irek Rizaev      | ROC                | 36.60     | 82.40     | 82.40  |
| 7                 | Anthony Jeanjean | FRA França         | 78.20     | 51.20     | 78.20  |
| 8                 | Justin Dowell    | USA Estados Unidos | 44.60     | 31.60     | 44.60  |
| 9                 | Nick Bruce       | USA Estados Unidos | 24.60     | DNS       | 24.60  |